# Дабе Дойчинов
Дабе Дойчинов Чучковски е български зограф и резбар от Българското възраждане, представител на Дебърската художествена школа.

## Биография
Роден е в дебърското мияшко село Лазарополе и е представител на големия резбарски род Чучковци. Работи предимно в Ениджевардарско и Воденско, докато брат му Наум Дойчинов работи в Сярско и Драмско. В църквата „Света Неделя“ е запазена кутия-кивот с размери 29 на 40 а 75 cm. Надписът гласи: „ИсрȢки Дабе Дойчинъ живописецъ ис деборска держава ѿ село Лазарополе. Март 7. 1874“.